# Беджа
Беджа (бедаві, бедаві(й)є, бедаує, бедавір, бені-амер, араб. البيجا) — кушитський народ на сході Африки. 

## Територія проживання й чисельність
Беджа традиційно населяють доволі довгу й відносно широку «смугу» між Нілом і Червоним морем — переважно в Судані, також у Еритреї та на крайньому південному сході Єгипту. 
Загальна чисельність представників беджа — понад 1,15 млн, водночас майже 1 млн осіб із них у Судані, за ін. даними — людей беджа разом зі споріденими етнічними групами в Судані на сер. 1960-х рр. узагалі було 1,4 млн осіб.

## Субетнічне членування, мова й релігія
Беджа поділяються на групи: бішарін (бісаріб, бісаріаб), з підрозділами — атбаї, атбара тощо, хадендауа, халенга, амарар, абабде (їх значно асимілювали араби в Єгипті), бені-амер.
Мова людей беджа — то-бедаує належить до кушитської підгрупи групи афразійської мовної родини; діалекти — беджа й хадареб. Поширена арабська мова. В Еритреї відгалузка беджа, плем'я бені-амер, розмовляє мовою тигре. 
За віросповіданням беджа — практично повністю мусульмани-суніти.

## Історія і суспільство
Предками беджа є кочові погоничі верблюдів блемії, що заселяли цей регіон між Нілом і Червоним морем на початку 1-го тис. н.е., де заснували ранньополітичне об'єднання у поселенні Талміс.
У середині V століття племена протобеджа відтіснили у Східну пустелю войовничі нобати.
І дотепер у беджа зберігається племінний поділ.

## Господарство

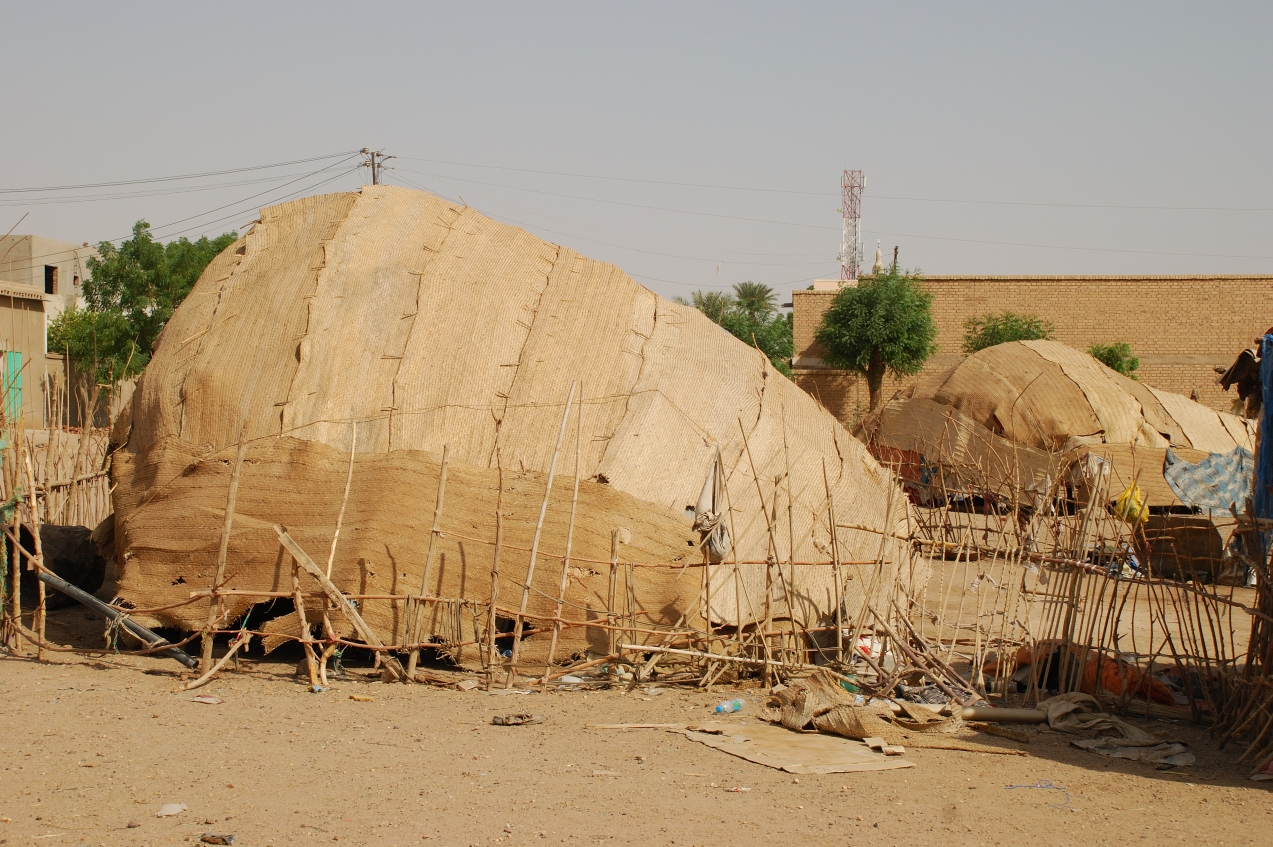
Традиційний намет беджа, листопад 2008 року

Головна господарська діяльність — кочове і відгонне скотарство (верблюди, вівці, кози), зрідка поєднане з поливним землеробством. В деяких групах практикується відхідництво в міста і на плантації бавовнику. Існують осідлі групи, особливо в долині річки Атбара.
Розвинуті ремесла — філігранна ювелірна справа (вироби з міді і срібла), виготовлення виробів зі шкіри тощо.

## Культура
За житло беджа ще в недалекому минулому правили чотирикутні намети, закріплені на жердинах і вкриті тканинами і циновками (зараз збереглися лише у напівкочових групах).
Одяг беджа — традиційний для регіону — в чоловіків широкі штані і довга сорочка, на яку надягають жилет або піджак або довга накидка на подобі бурнуса, поширений головний убір — чалма, на ногах — сандалі; жінки носять широкі темні сукні, шалик, шаровари.
Основу раціону беджа складають молокопродукти і різноманітні каші, в рибалок Червоного моря абадбе на столі їх вилов. 
Зберігається фольклор.

## Виноски
1. ↑  Християнський етнолоґічний сайт з розподілом етносів по країнах - народи Судану. Архів оригіналу за 2 вересня 2007. Процитовано 7 квітня 2009.
2. ↑  Андрианов Б.В. Беджа // Народы мира. Историко-этнографический справочник., М.: «Советская Энциклопедия», 1988, стор. 94 (рос.)